# (3667) Anne-Marie
(3667) Anne-Marie est un astéroïde de la ceinture principale.

## Description
(3667) Anne-Marie est un astéroïde de la ceinture principale. Il fut découvert par Edward L. G. Bowell le 9 mars 1981 à Flagstaff (Observatoire Lowell). Il présente une orbite caractérisée par un demi-grand axe de 3,07 UA, une excentricité de 0,23 et une inclinaison de 16,24° par rapport à l'écliptique.
Il fut nommé en l'honneur d'Anne-Marie Malotki, amie du découvreur.

## Compléments